# リン郡 (アイオワ州)
リン郡（英: Linn County）は、アメリカ合衆国アイオワ州の東部に位置する郡である。人口は23万0299人（2020）。人口では州内第2位の郡である。郡庁所在地はシーダーラピッズであり、同郡で人口最大の都市である。リン郡は1839年に設立され、郡名はミズーリ州選出アメリカ合衆国上院議員を務めたルイス・リンに因んで名付けられた。
リン郡はシーダーラピッズ都市圏を構成する3郡の1つである。

## 歴史
リン郡は1839年1月15日に、アイオワ準州最初の議会で設立された。最初の郡庁所在地としてインディアン・クリーク沿いの土地が選定され、アメリカ独立戦争で将軍を務めたフランシス・マリオンに因んでマリオンと名付けられた。1855年には既に、マリオンの南西で急成長しているシーダーラピッズの町に郡庁所在地を移す議論が行われていたが、それが実現したのは1919年11月6日のことであり、郡民投票で9,960票対4,823票という結果により十分な賛成が得られた。郡で最初の鉄道は1859年にシーダーラピッズを通る線が引かれ、この町と郡がアイオワ州東部の商業中心となった。
2008年6月のシーダー川大洪水によって郡の多くの地域が損害を受けた。

## 地理
アメリカ合衆国国勢調査局に拠れば、郡域全面積は1,876.6 km2であり、このうち陸地1,858.2 km2、水域は18.4 km2で水域率は0.98％である。

### 主要高規格道路
| - 州間高速道路380号線/アイオワ州道27号線 - アメリカ国道30号線 - アメリカ国道151号線 | - アメリカ国道218号線 - アイオワ州道1号線 - アイオワ州道13号線 |

### 隣接する郡
- ベントン郡 - 西
- ブキャナン郡 - 北西
- シーダー郡 - 南東
- デラウェア郡 - 北東
- アイオワ郡 - 南西
- ジョンソン郡 - 南
- ジョーンズ郡 - 東

## 人口動態

### 2010年国勢調査
以下は2010年国勢調査による人口統計データである。
基礎データ
- 人口: 211,226人
- 人口密度: 114人/km2（294人/mi2）
- 住居数: 92,251軒
- 使用住居: 86,134軒[5]

### 2000年国勢調査

2000人口ピラミッド

以下は2000年国勢調査による人口統計データである。
| 基礎データ - 人口: 191,701人 - 世帯数: 76,753 世帯 - 家族数: 50,349 家族 - 人口密度: 103人/km2（267人/mi2） - 住居数: 80,551軒 - 住居密度: 43軒/km2（112軒/mi2） 人種別人口構成 - 白人: 93.90% - アフリカン・アメリカン: 2.57% - ネイティブ・アメリカン: 0.22% - アジア人: 1.37% - 太平洋諸島系: 0.05% - その他の人種: 0.46% - 混血: 1.44% - ヒスパニック・ラテン系: 1.42% 年齢別人口構成 - 18歳未満: 25.3% - 18-24歳: 10.1% - 25-44歳: 30.3% - 45-64歳: 22.1% - 65歳以上: 12.2% - 年齢の中央値: 35歳 - 性比（女性100人あたり男性の人口） - 総人口: 96.1 - 18歳以上: 93.4 | 世帯と家族（対世帯数） - 18歳未満の子供がいる: 31.8% - 結婚・同居している夫婦: 53.2% - 未婚・離婚・死別女性が世帯主: 9.0% - 非家族世帯: 34.4% - 単身世帯: 27.5% - 65歳以上の老人1人暮らし: 8.9% - 平均構成人数 - 世帯: 2.43人 - 家族: 2.99人 収入と家計 - 収入の中央値 - 世帯: 46,206米ドル - 家族: 56,494米ドル - 性別 - 男性: 38,525米ドル - 女性: 26,403米ドル - 人口1人あたり収入: 22,977米ドル - 貧困線以下 - 対人口: 6.5% - 対家族数: 4.3% - 18歳未満: 7.6% - 65歳以上: 6.4% |

## 郡政府
2007年7月24日、リン郡有権者は郡政府の形態を、郡全体から選ばれる3人の郡政委員会形式から、選挙区を分けて選出される5人の郡政委員会形式への変更を承認した。郡政委員は4年任期で、2年毎の選挙で2人または3人が審判を受けることになっている。

## 都市と町

### 都市
| - シーダーラピッズ - 郡庁所在地 - アルバーネット - バートラム - センターポイント - セントラルシティ - コッゴン - イーライ - フェアファックス - ハイアワサ | - リスボン - マリオン - マウントバーノン - パロ - プレーリーバーグ - ロビンス - スプリングビル - ウォルフォード - ウォーカー |

### 未編入の町
| - ミッドウェイ - パリス - トッドビル | - トロイミルズ - ビオラ | - ウォービーク - ウィッティア |

### 郡区
- バートラム郡区
- ボルダー郡区
- ブラウン郡区
- バッファロー郡区
- クリントン郡区
- カレッジ郡区
- フェアファックス郡区
- フェイエット郡区
- フランクリン郡区
- グラント郡区
- ジャクソン郡区
- リン郡区
- メイン郡区
- マリオン郡区
- モンロー郡区
- オタークリーク郡区
- パトナム郡区
- スプリンググローブ郡区
- ワシントン郡区